# Kyzykermen

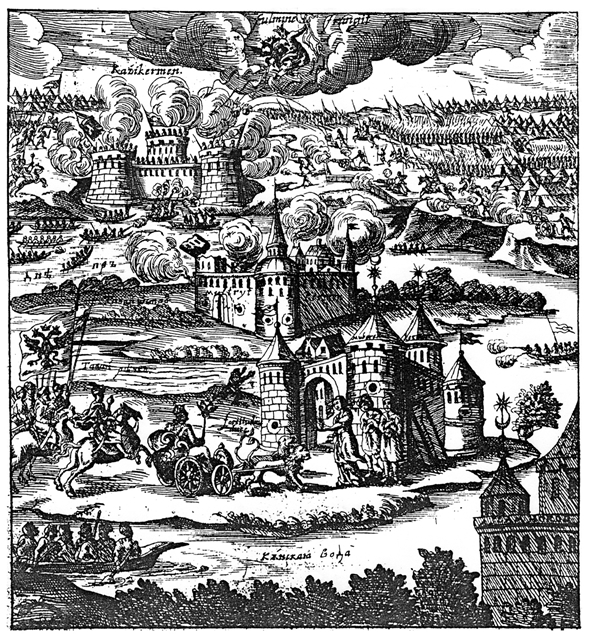
Kazykermen w 1695

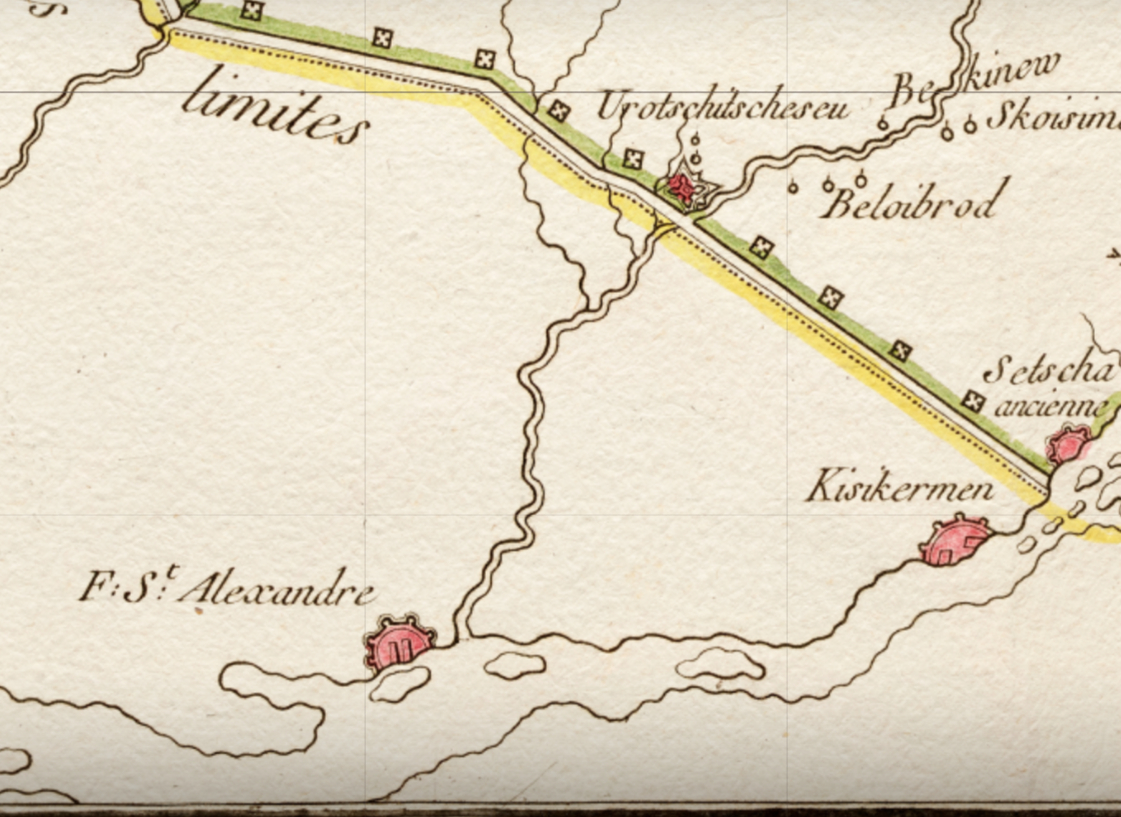
Kyzykermen na mapie z 1769 r.

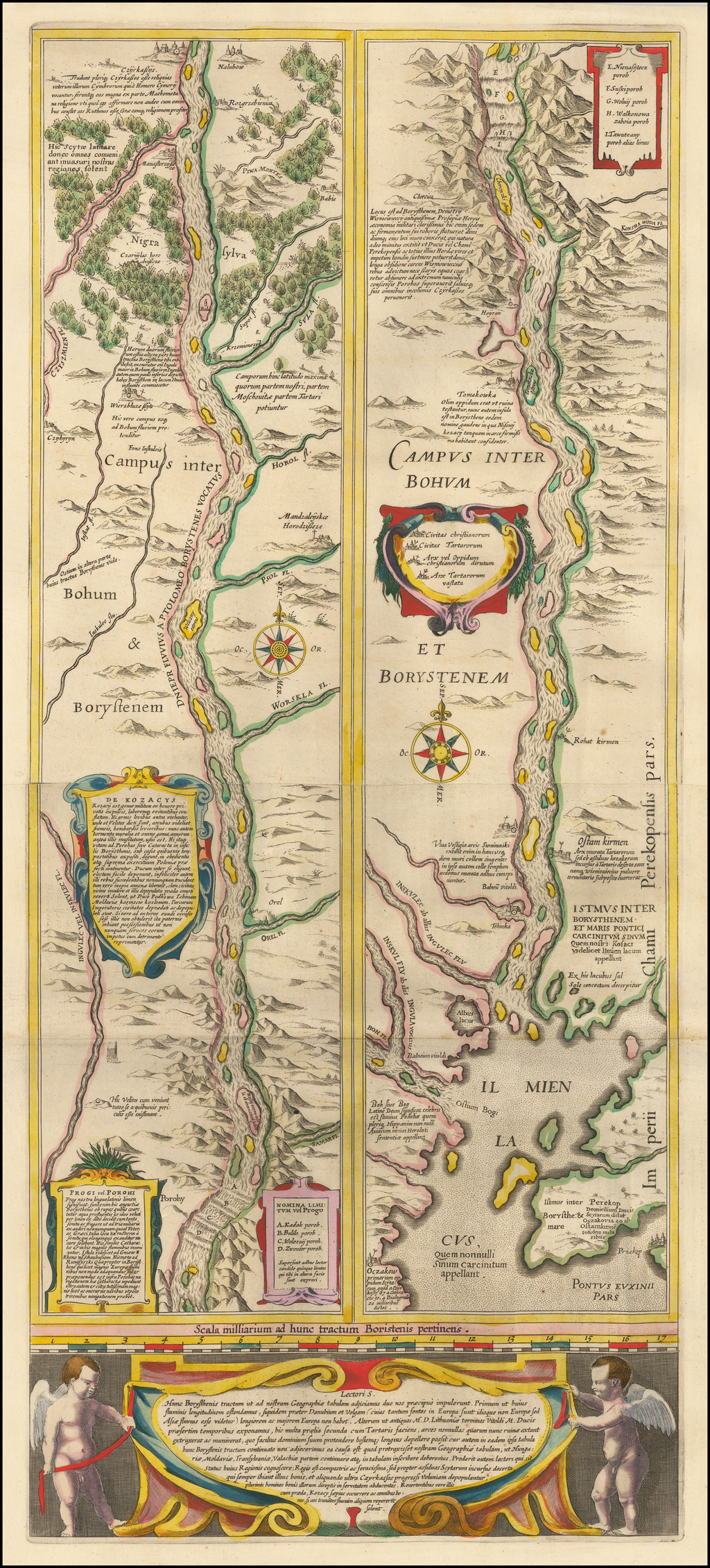
Dniepr w 1643 roku na mapie Makowskiego

Kyzykermen (ukr.: Кизикермен, tatar.: Ğazı Kermen, غازى كرمان, osm.: Gazi Kirmân, غازى كرمان) – dawna turecka twierdza nad Dnieprem, obecnie miasto Berysław w obwodzie chersońskim.
Miasto powstało na początku naszej ery pod nazwą Metropolis. W III–IV wieku na tym terenie istniała stolica Ostrogotów Danparsztad, istniejący do najazdu Hunów w IV wieku. W 2. połowie XIV wieku była tu rezydencja chana Złotej Ordy Tochtamysza, który zbudował tu fortyfikację nazywaną Dogan-geczit. W 1399 roku zniszczyły ją chan Temür Kutług.
Po 1398 roku przeciwko Tochtamyszowi przeprowadził kampanię książę litewski Witold Kiejstutowicz, który włączył te tereny do Wielkiego Księstwa Litewskiego i rozkazał zbudować zamek z gliny nazwany Johannisburg. W miejscu tym pobierano cło, dlatego nazywano je po rusińsku Wytowtowa Mytnyca (Витовтова Мытница), a na mapie Tomasza Makowskiego Balneum Vitoldi (czyli „Łaźnia Witolda”, ponieważ „prano” w niej kupców z pieniędzy).
Prawdopodobnie niedługo po śmierci Witolda w 1430 roku, tereny te powróciły pod władzę Tatarów krymskich. W 1484 roku Turcy zbudowali na lewym brzegu Dniepru twierdzę nazwaną Dogan-hazi-Kerman (Kazi-Kermen), ale w Rzeczypospolitej określano je najczęściej jako Kyzykermen lub Tawań (Тавань) (od nazwy pobliskiej wyspy). W 1550 roku wzmiankowano, że prowadził tędy szlak handlowy z Krakowa do Kaffy na Krymie.
Tomasz Makowski na swojej mapie z 1643 roku opisał miejsce leżące w miejscu dzisiejszego Berysławia następująco:

Żywe pozostałości zamku Siemimaiki, istnieją bowiem aż do dnia dzisiejszego dwa mury opasające wzgórze, natomiast na samym wzgórzu znajduje się widoczna aż do dzisiaj świątynia i dom murowany

a leżące po drugiej stronie rzeki w miejscu wsi Kachowka:

Ostam kirmen – Murowany zamek Tatarów, porzucony jednak przez Tatarów z powodu ciągłych wypraw Kozaków. Wiśniowiecki bowiem i ten [zamek] obrócił w pył za pomocą podstawionej artylerii

Pochody przeciwko twierdzy były organizowane przez hetmanów kozackich Iwana Sirko w 1679 roku i Semiona Palij w 1693 roku. W XVII wieku twierdza ta została rozbudowana i wsparta przez trzy forty: na prawym brzegu były to Mubeurek-Kermen i Islam-Kermen oraz położony na wyspie Tawań fort Musrit-Kermen. Garnizon liczył 3 tys. żołnierzy mających do dyspozycji 60–80 dział. Twierdza została zdobyta w 1696 roku przez wojska rosyjsko-kozackie podczas pochodu azowskiego. W Traktacie konstantynopolskim z 1700 roku Turcja zobowiązała się twierdzę zlikwidować, ale miasto istniało nadal jako ważny punkt handlowy.
W 1783 roku Rosja dokonała aneksji Chanatu krymskiego. W 1784 roku w miejscu miasta Kyzykermen założono miasto Berysław, znajdujące się obecnie na terenie Republiki Ukrainy.

## Turecki opis twierdzy z XVII w.
Bramy prowadzą dwie: jedna – do brzegu Dniepru, druga – na step. Ściany mają dwa rzędy, z dwoma rzędami zębów i pięknych, smukłych i wytrzymałych wież. Z zewnątrz otaczają ją fosy wykute w skale. W bardzo mocnej wieży, stojącej na brzegu Dniepru jest działo. Budynki są ustawione blisko siebie z widokiem na Dniepr.(…)
Cytadela znajduje się na stromej skale i jest wzmocniona pięcioma-dziesięcioma wieżami. W niej jest dom komendanta, Imam muezzina i kapitana muzyków, a także magazyny wojskowe i stodoły, bez centrów handlowych, bez rynku, bez zajazdów lub łaźni.
Ale to nadal jest bardzo silny i piękny zamek. Działa skierowano do rowów na północy i północnym zachodzie (…). Ściana boczna to wał dwadzieścia siedem jardów wysoki i szeroki na dwadzieścia kroków(…).
Twierdza ta jest miejscem, skąd prowadzą drogi do twierdzy Oczaków, Bendery a przede twierdzy Or Qapı (Perekop) w przejściu na Krym. A wszystko wokół niej to step. Twierdza znajduje się na stromej krawędzi, od brzegu Dniepru, jak sokół siedzący na klifie. A imię jej zgodnie z zasadami, o których mowa – twierdzy Sokoła i Sokoła, który zawsze szuka ofiary (…)